# João Batista Alves do Nascimento
João Batista Alves do Nascimento CSsR (ur. 3 lutego 1972 w Jordânia) – brazylijski duchowny katolicki, biskup Barra od 2023.

## Życiorys
16 grudnia 2001 otrzymał święcenia kapłańskie w Zgromadzeniu Najśw. Odkupiciela. Był m.in. wychowawcą w zakonnym domu dla aspirantów i w filozoficznej części seminarium, wikariuszem i przełożonym wiceprowincji Bahia oraz rektorem sanktuarium w Barra.
31 maja 2023 papież Franciszek mianował go biskupem diecezji Barra. Sakry udzielił mu 23 września 2023 metropolita Diamantiny – arcybiskup Darci José Nicioli.